# 尼约勒勒维鲁伊
尼约勒勒维鲁伊（法語：Nieul-le-Virouil，法語發音：[njœl lə viʁuj]）是法国滨海夏朗德省的一个市镇，位于该省南部，属于容扎克区。

## 地理
尼约勒勒维鲁伊（45°24'30"N, 0°31'50"W）面积22.64 平方千米，位于法国新阿基坦大区滨海夏朗德省，该省份为法国西部滨海省份，北起旺代省，西临大西洋，南至吉倫特省，东南接多爾多涅省，东北接德塞夫勒省接壤，东临夏朗德省。
与尼约勒勒维鲁伊接壤的市镇（或旧市镇、城区）包括：阿拉博卡日、孔萨克、吉蒂尼耶尔、米朗博、圣迪藏迪布瓦、圣伊莱尔迪布瓦、圣西吉斯蒙-德克莱蒙、圣西蒙德博尔德。

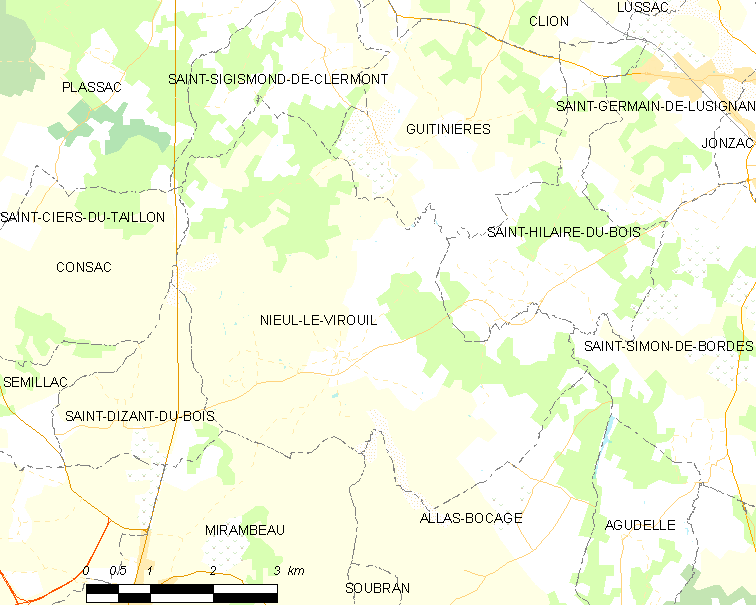
尼约勒勒维鲁伊的OSM定位图

尼约勒勒维鲁伊的时区为UTC+01:00、UTC+02:00（夏令时）。

## 行政
尼约勒勒维鲁伊的邮政编码为17150，INSEE市镇编码为17263。

## 政治
尼约勒勒维鲁伊所属的省级选区为容扎克县。

## 人口

1962-2008年间尼约勒勒维鲁伊人口变化图示

尼约勒勒维鲁伊于2022年1月1日时的人口数量为577人。